# Синеголовый земляной голубь
Синеголовый земляной голубь (лат. Starnoenas cyanocephala) — единственный вид в монотипическом роде Starnoenas. Видовое название происходит от греческого «cyanocephala» — синяя голова, родовое: «starna» — куропатка, «oenas» — голубь.

## Распространение
Обитает на Кубе. Этот вид встречается в нижнем ярусе (подлеске) равнинных лесов, в том числе и в болотистой местности, но иногда и в горных лесах. Оценка численности: только от 1000 до 2400 птиц.

## Поведение
Пищей являются семена, ягоды и улитки, собираемые на земле в густом лесу, а иногда и на лесных дорожках. Обычно встречается парами. Размножение происходит преимущественно с апреля по июнь, гнезда размещены на земле или близко к земле, часто среди корней деревьев или в полостях пней, или чуть выше, на горизонтальной ветке 2,5—8 м над землей. В кладке 2 белых яйца. Голос — протяжное «ууу—ууу».

## Морфология
Около 30 см в длину, средний вес 225 грамм. Половой диморфизм отсутствует. Верхняя часть головы металлически-синего цвета.

## Угрозы и охрана
До прибытия Колумба и момент его появления на острове, судя по хроникам того времени, по-видимому, был весьма многочисленным. Охота и интенсивное обезлесения для развития сахарной промышленности, привели к значительному снижению численности. Как и все птицы, гнездящиеся на земле, вид зависит от наличия интродуцированных млекопитающих (свиньи, кошки, собаки мангусты и крысы). Места, где вид всё ещё многочислен — это природные парки национальной системы природоохранных территорий. Охота на него запрещена. Есть примеры разведения в неволе.